# Dictyopteris brooksii
Dictyopteris brooksii là một loài thực vật có mạch trong họ Polypodiaceae. Loài này được (Copel.) Alderw. miêu tả khoa học đầu tiên năm 1917.